# Ta veseli dan ali Gu-Gu Play for You
Ta veseli dan ali Gu-Gu Play for You je debitantski studijski album glasbene skupine Gu-gu, ki je izšel leta 1985 pri založbi ZKP RTV Ljubljana. Skladbe so bile posnete v Studiu Metro v Ljubljani.
S skladbo »Želim si na Jamajko« je skupina nastopila na Pop delavnici in osvojila 1. nagrado občinstva ter nagrado za najboljši nastop.

## Seznam skladb
| A stran | A stran                                        | A stran |
| Št.     | Naslov                                         | Dolžina |
| ------- | ---------------------------------------------- | ------- |
| 1.      | „Gu-Gu Play for You‟ (Novak-Jurak/Jurak/Novak) | 4:00    |
| 2.      | „Želim si na Jamajko‟ (Ilić/Ilič-Jurak/Novak)  | 3:48    |
| 3.      | „Moja mala Lucija‟ (Pompe/Jež/Dimnik)          | 4:09    |
| 4.      | „Ponny express‟ (Novak/Jurak/Novak)            | 3:10    |
| 5.      | „Cake‟ (Ilić/Jurak/Dimnik)                     | 3:55    |

| B stran | B stran                                       | B stran |
| Št.     | Naslov                                        | Dolžina |
| ------- | --------------------------------------------- | ------- |
| 1.      | „Hula-hula‟ (Novak/Jurak/Ilić)                | 3:48    |
| 2.      | „Dnevi, ki prihajajo‟ (D. Žgur/N. Žgur/Novak) | 3:36    |
| 3.      | „Tujca‟ (Ilić/Celarc/Forjanič)                | 4:11    |
| 4.      | „Vino‟ (Jurak)                                | 4:19    |
| 5.      | „Moja generacija‟ (Ilić/Medvešek/Kozlevčar)   | 3:47    |

## Zasedba

### Gu-gu
- Čarli Novak – bas kitara, vokal
- Tone Dimnik – bobni, vokal
- Tomo Jurak – vokal, kitara
- Roman Medvešek – kitara, vokal
- Igor Ribič – klaviature, vokal

### Gostje
- Grega Forjanič
- Oto Pestner
- Tadej Hrušovar
- Tomaž Kozlevčar
- Lojze Krajnčan